# Скапулярій
Скапуля́рій, скапуля́р, шкаплі́р (лат. scapulare — від scapulae — «лопатки») — складова католицького чернечого облачення, а також особливий свячений предмет («малий скапулярій»), який католики носять за обітницею.